# Vitamina A

Estructura química del retinol, una de les formes més habituals de la vitamina A.

La vitamina A és un grup de components orgànics nutricionals no saturats, que inclouen retinol, retinal, àcid retinoic, i diversos carotenoides de provitamines A (especialment, el beta-carotè). La vitamina A té diverses funcions: és important pel creixement i desenvolupament, pel manteniment del sistema immunitari i per la vista. La vitamina A és necessària per a la retina de l'ull on es combina amb la proteïna opsina per formar rodopsina, la molècula lleugerament absorbent necessària per a la visió escotòpica i del color. La vitamina A també té altres funcions com a àcid retinoic, una hormona important relacionada amb el factor de creixement a través del teixit epitelial i altres cèl·lules.
Totes les formes de vitamina A formen part del grup dels isoprenoides que presenten dues estructures essencials per a l'activitat vitamínica: un anell beta-ionona i una cadena lateral isoprenoide amb dobles enllaços conjugats i un grup funcional terminal. Els dobles enllaços poden tenir configuració trans o cis.

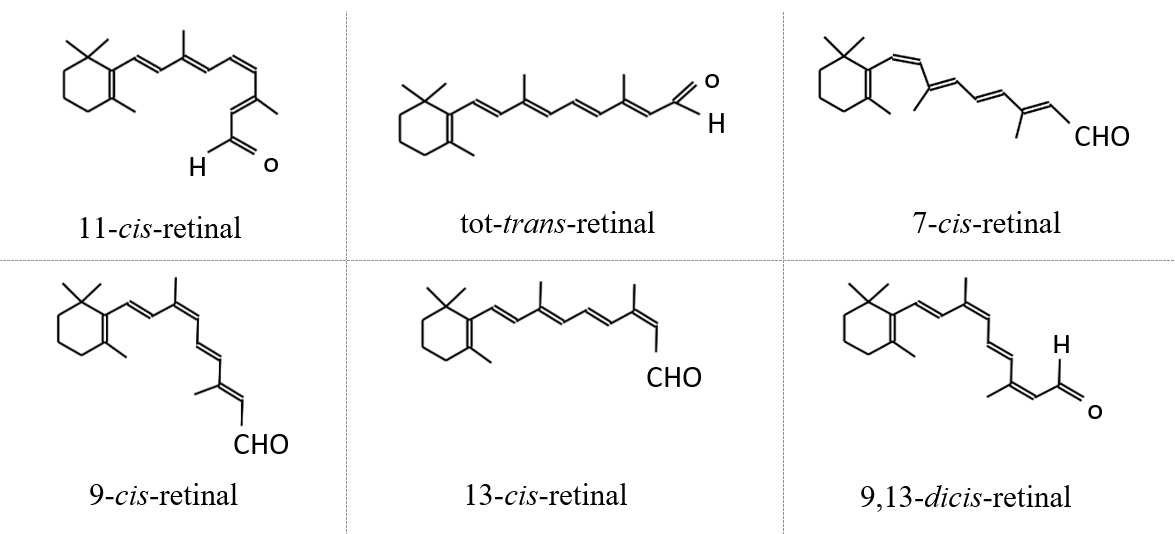
Estructura química d'alguns retinoides i carotenoides.

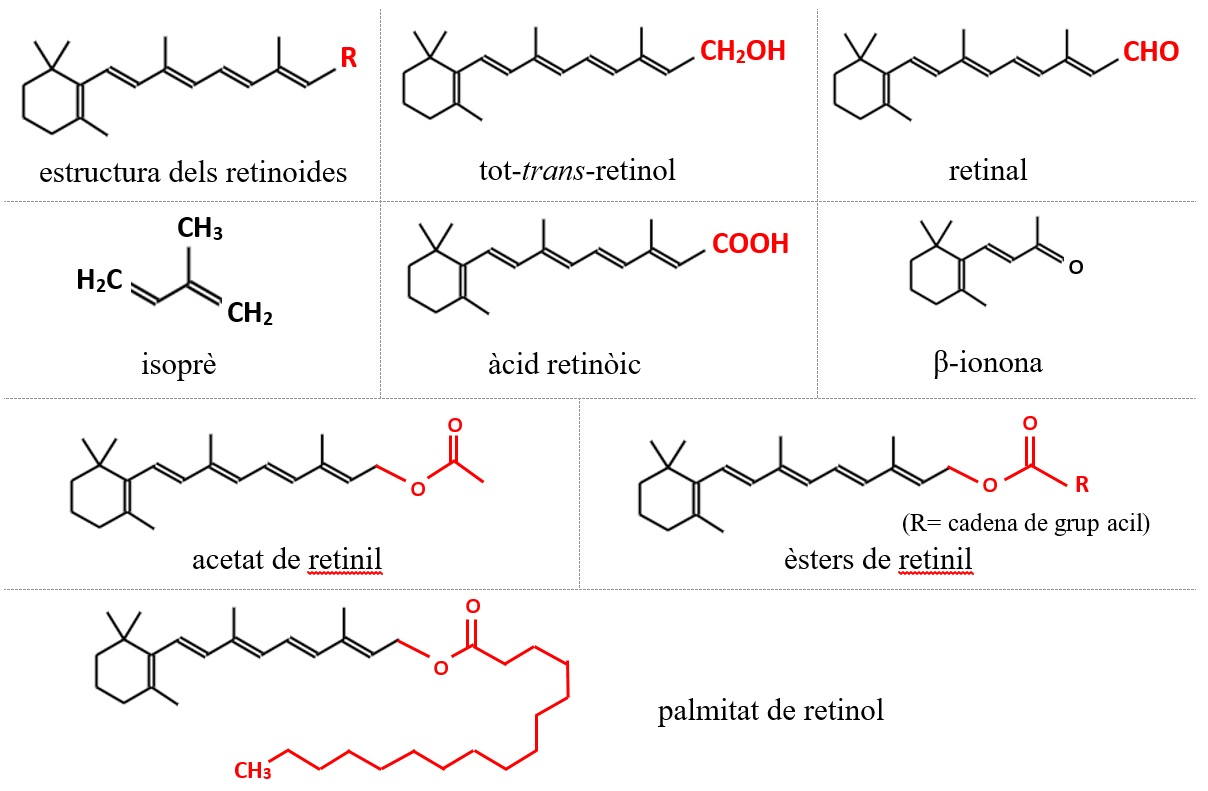
Estructura química de l'isoprè, la β-ionona i alguns retinoides. En vermell s'indica la cadena lateral que varia en cada compost.

## Propietats fisicoquímiques
La vitamina A és insoluble en aigua i en glicerol i és soluble en la majoria dels solvents orgànics i en el greix. Per això es pot emmagatzemar al teixit adipós i també al fetge.
Els cinc dobles enllaços conjugats d'aquestes molècules, proporcionen propietats espectrals característiques (absorció ultraviolada i emissió de fluorescència) que permeten la detecció, identificació i quantificació dels retinoides.
Presenta una coloració groguenca en solució concentrada i solidifica a baixes temperatures.
És molt sensible a la llum, a l'oxidació, a la isomerització i a la polimerització, a causa de les insaturacions. Per tant, és necessari protegir-la de la llum, de l'oxigen i de les temperatures altes. És estable a l'aplicació de temperatures moderades, a agents reductors i en condicions de pH bàsic.
Tant els retinoides com els carotenoides poden autooxidar-se i evitar així l'oxidació d'altres compostos. Per tant, tenen activitat antioxidant, encara que els carotenoides són més actius que els retinoides, perquè la seva cadena amb dobles enllaços conjugats és més llarga i això facilita la seva acció. Interaccionen amb espècies reactives d'oxigen (ROS) com l'oxigen singlet (O₂), el radical superòxid (O₂-), el peròxid d'hidrogen (H₂O₂) o el radical hidroxil (OH), eliminant els radicals lliures i disminuint la peroxidació lipídica. Són els antioxidants més efectius als nivells baixos d'oxigen propis dels teixits. Això té implicacions biològiques en la prevenció de malalties cardiovasculars, càncer, envelliment,... i efectes tecnològics en el processament d'aliments allargant la vida útil dels productes perquè evita la seva oxidació.

## Precursors de la vitamina A: Els carotenoides

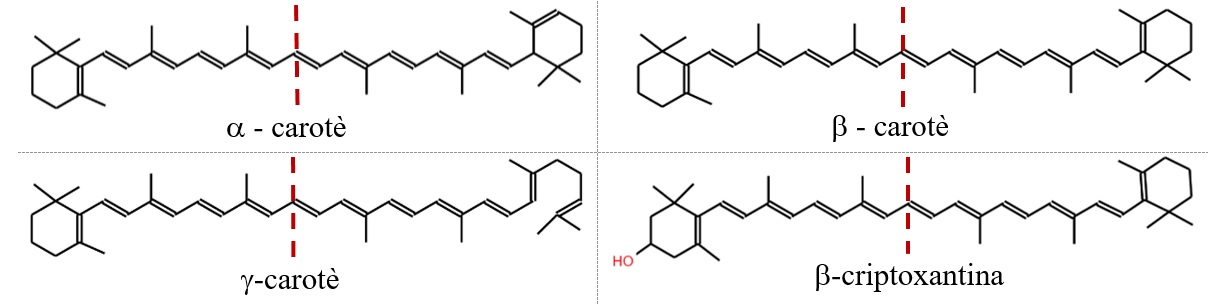
Estructura química dels carotenoides més importants. En vermell s'indica l'escissió de l'enllaç per a formar 2 molècules de retinal.

Els carotenoides són els precursors de la vitamina A. Són hidrocarburs poliènics sintetitzats per les plantes a partir de 8 unitats d'isoprè. Contenen 40 àtoms de carboni. Són els responsables de la coloració dels vegetals grocs, ataronjats i vermells. Sovint, aquesta coloració és emmascarada per la clorofil·la. Així per exemple, els espinacs, la bleda, l'enciam i els pèsols són fonts de vitamina A.
N'hi ha més de 600 a la natura, però només 50 són precursors de la vitamina A (activitat provitamina A). Els carotenoides produeixen retinoides al metabolitzar-se, però només aquests 50 generen retinol.
Els carotenoides amb activitat provitamínica A més importants són l'alfa-carotè, el gamma-carotè, la beta-criptoxantina i sobretot el beta-carotè que és el més estable i el més abundant a la dieta.

## Ruta metabòlica de la conversió de carotenoides a retinol
La vitamina A es pot obtenir per dues vies diferents: amb l'absorció en forma preformada (retinol) o amb la conversió de carotenoides a l'intestí. Un cop s'obté el retinol, una part s'emmagatzema al fetge i l'altra es reparteix pels diferents òrgans diana. Normalment, la transformació de carotenoides a retinol és molt limitada (15% - 20%) i depèn de la ingesta de greix, la salut intestinal, la combinació dels aliments, l'edat, la genètica de l'individu, de possibles patologies i de la quantitat de vitamina A preexistent al nostre organisme.

### Processament a la llum intestinal (digestió i absorció)
La absorció de la vitamina A és ràpida i assoleix el màxim en un període de dues a sis hores després de la ingesta. El retinol s'absorbeix de forma molt més eficient (80% a 90%) que els carotenoides (5% a 60%).
Amb la digestió, els retinoides i els carotenoides de la dieta es deslliguen de les proteïnes i arriben a la llum intestinal on s'inicia el processament. Són captats per micel·lització gràcies als glòbuls de greix i les sals biliars, que contribuirà a la activació de les esterases pancreàtiques i les lipases dels enteròcits per hidrolitzar els èsters de retinol originant retinol lliure. Aquest retinol, és absorbit per transport actiu gràcies a la Proteïna Cel·lular Fixadora de Retinol tipus II (CRBP-II) o per difusió facilitada al duodè i al jejú. El beta-carotè és absorbit també a nivell de l'intestí prim, però per difusió facilitada.
L'obtenció de retinol a partir del beta-carotè té lloc a la mucosa intestinal. L'enzim 15,15’-beta-carotè dioxigenasa enterocitària provoca la ruptura oxidativa donant lloc a dues molècules de retinal i després la retinaldehid reductasa provoca la reducció del retinal a retinol.

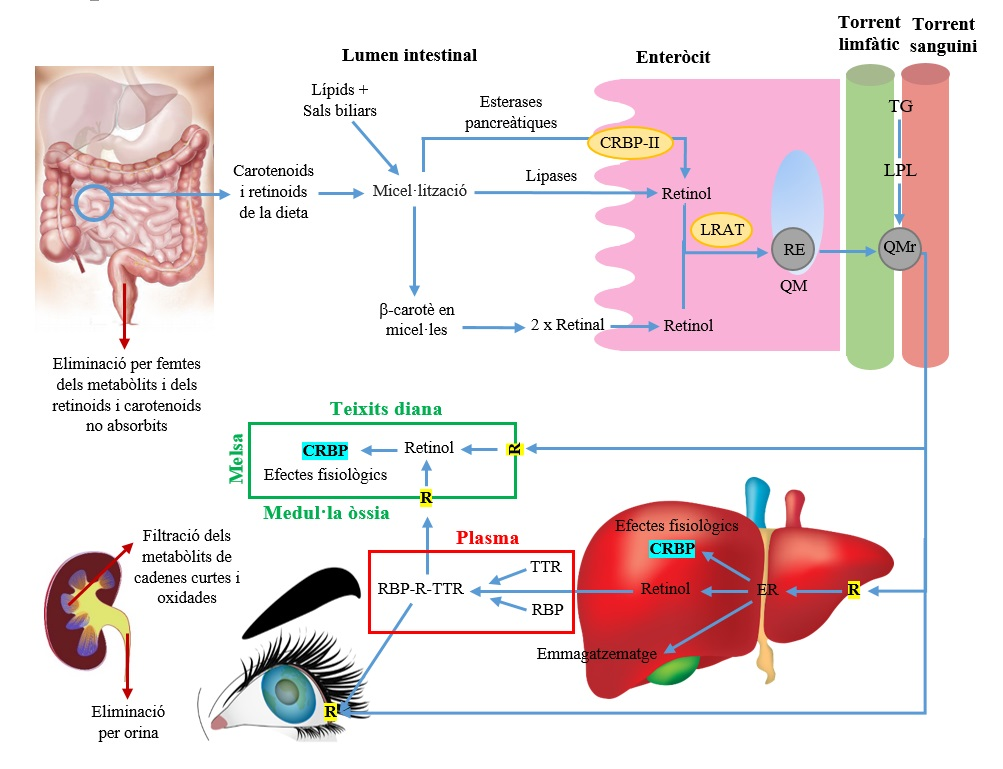
Ruta metabòlica de l'absorció, conversió, distribució, emmagatzematge i eliminació de la vitamina A. CRBP: Proteïna Cel·lular Fixadora de Retinol; LPL: Lipoproteinlipasa; LRAT: Lecitina-Retinol Aciltransferasa; QM: Quilomicró; QMr: Quilomicró romanent; R: Receptor; RBP: Proteïna Fixadora de Retinol; RBP-R-TTR: complex format per la unió de la Transtiretina al complex Retinol-Proteïna Fixadora de Retinol; ER: Èsters de Retinol; TG: Triglicèrids; TTR: Transtiretina.

### Esterificació intracel·lular del retinol i la formació de quilomicrons
El retinol intracel·lular s'esterifica per l'acció enzimàtica de la lecitina-retinol aciltransferasa (LRAT) amb àcids grassos de cadena llarga. Un cop obtinguts els èsters de retinol, s'incorporen als quilomicrons i s'alliberen al torrent limfàtic que els transporta ràpidament cap al torrent sanguini o bé s'emmagatzemen als hepatòcits.

### Distribució
A mesura que els quilomicrons es transporten des de la limfa fins a la circulació general, els triglicèrids són metabolitzats parcialment per les lipoproteinlipases (LPL), formant els quilomicrons romanents. Aquests mobilitzen els èsters de retinol al fetge i des del fetge als altres teixits diana com la melsa i la medul·la òssia.
A fi que el retinol pugui circular des del fetge per abastir els requeriments de vitamina A dels teixits i els òrgans, és necessària l'acció d'una proteïna específica sintetitzada al fetge, la RBP que facilita el transport del retinol i el protegeix de l'oxidació. Un cop units, formen el compleix Retinol-RBP que és alliberat al plasma on s'uneix amb la transtiretina (TTR). El transport del retinol pot ser afectat per un desequilibri hormonal, per malalties de l'intestí, del fetge o del ronyó, que afectin a l'absorció, al metabolisme o a la síntesi de RBP i transtiretina.
Quan el complex Retinol-RBP arriba als òrgans diana, interacciona amb els seus receptors superficials de les cèl·lules i és internalitzat per endocitosi. Dins la cèl·lula, el retinol és alliberat, i aquest i les altres formes de vitamina A s'uneixen a diferents CRBPs segons la seva forma de transport fins al seu lloc d'actuació.
El retinol no només és transportat als teixits diana sinó que també retorna al fetge, on és reciclat. Es calcula que aproximadament el 50% del retinol alliberat, arriba als teixits i que l'altra meitat retorna.

### Metabolisme
La vitamina A intervé en diferents funcions biològiques i per a cada funció es metabolitza de forma específica. Les principals reaccions metabòliques són: esterificació, conjugació, fosforilació, oxidació, isomerització i escissió de les cadenes.
La majoria dels carotenoides es metabolitzen al citosol de la mucosa intestinal dels enteròcits i d'altres teixits per l'acció de dioxigenases.

### Emmagatzematge
El fetge és el principal òrgan d'emmagatzematge de vitamina A (50-80 % del total de l'organisme i es troba en forma de palmitat de retinol). També s'emmagatzema en petites quantitats als pulmons, als ronyons i al greix corporal. La major part del beta-carotè s'acumula als adipòcits. Per això, les capes del teixit adipós presenten coloracions groguenques.
Quan els nivells de vitamina A són els adequats, la vitamina ingerida arriba ràpidament a les cèl·lules del fetge, però en el cas de dèficit de vitamina A, tendeix més a alliberar-se al plasma i a distribuir-se pels teixits que no a emmagatzemar-se al fetge.

### Eliminació
Una part del retinol és oxidat i després conjugat per generar metabòlits polars i solubles en aigua que fan possible l'excreció per via urinària. Les tres vies d'excreció són el ronyó (fins al 60%), les femtes (fins al 40%) i els pulmons (petites quantitats com a CO₂).

## Funcions biològiques
La vitamina A té diferents funcions biològiques segons quina sigui la seva estructura química. El retinal participa principalment en la visió, el retinol en la reproducció i l'àcid retinòic en la diferenciació de les cèl·lules epitelials, el desenvolupament, la immunitat i la transcripció genètica. La vitamina A també participa en el metabolisme ossi, en el desenvolupament dental, en l'embriogènesi (en forma de tot-trans-retinol), en l'hematopoesi (retinoides),... Aquest apartat se centrarà sobretot en com intervé la vitamina A en la visió, en la diferenciació cel·lular, en el desenvolupament i en la immunitat.

### Visió

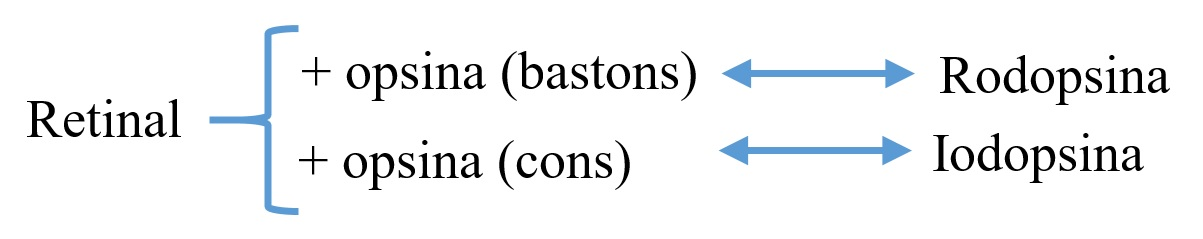
Formació de la rodopsina i la iodopsina en funció del tipus de cèl·lules fotosensibles a les que s'uneix el 11-cis-retinal.

A la retina es localitzen dos tipus de cèl·lules especialitzades fotosensibles responsables de la visió; el bastons i els cons. Els primers contenen la heteroproteïna pigmentaria rodopsina i són els responsables de la visió nocturna o d'ambient poc il·luminat i els segons contenen una altra heteroproteïna pigmentaria anomenada iodopsina i actuen en la visió diürna amb reconeixement dels colors.
En els cons i en els bastons, el 11-cis-retinal es troba com a grup prostètic de les seves respectives proteïnes opsines formant els seus corresponents pigments fotosensibles.

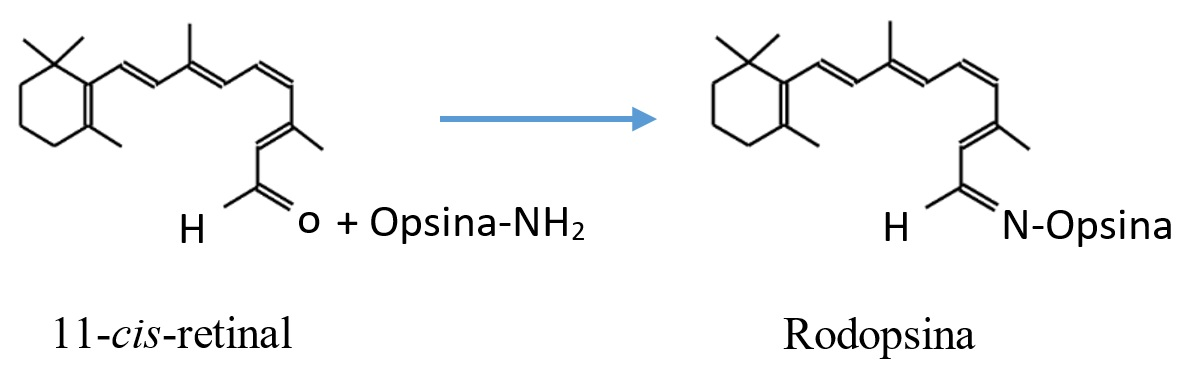
Representació molecular de la formació de la rodopsina a partir del 11-cis-retinal i la proteïna opsina.

El mecanisme d'actuació de la vitamina A en la visió nocturna comença amb la captació del tot-trans-retinol procedent del plasma transportat com a complex RBP-R-TTR, pels receptors específics de les cèl·lules oculars. Un cop captat, es produeix la isomerització del tot-trans-retinol a 11-cis-retinol, que és oxidat amb la deshidrogenasa a 11-cis-retinal. Aquesta molècula s'uneix a la proteïna opsina situada als bastons donant lloc a la formació de la rodopsina.

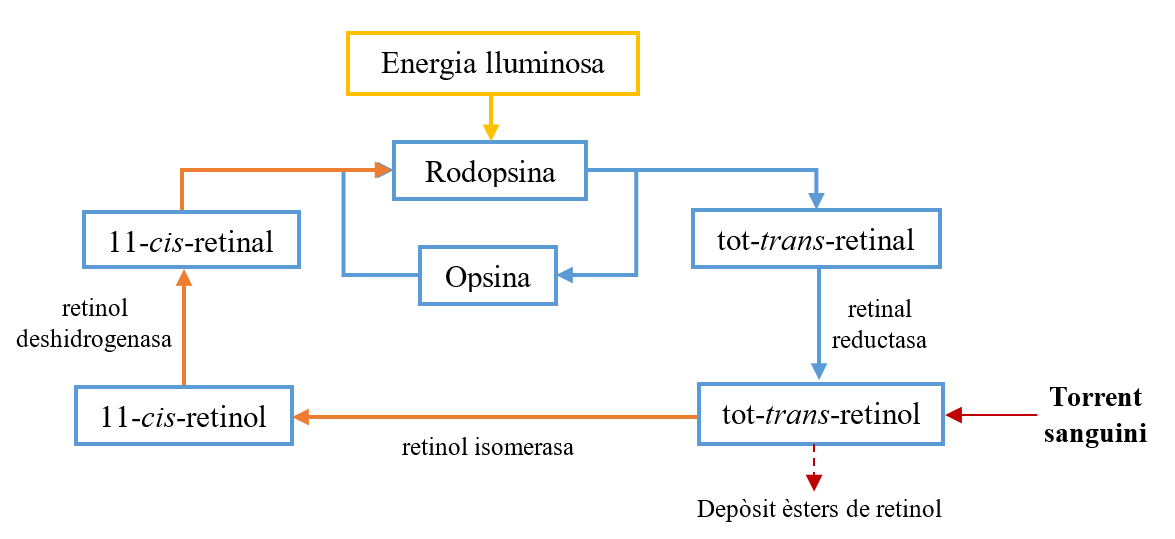
Mecanisme d'actuació de la vitamina A en la visió i regeneració de la rodopsina.

Quan un feix de llum arriba a la retina, el 11-cis-retinal s'isomeritza a tot-trans-retinal que finalment, s'allibera de l'opsina. S'indueix així la generació d'impulsos nerviosos al centre visual del cervell provocant la percepció de la llum. El tot-trans-retinal es reduït per tornar a obtenir el tot-trans-retinol. Una part s'esterifica per poder ser emmagatzemada al pigment de les cèl·lules epitelials i poder reutilitzar-se sempre que sigui necessari i l'altra part, és reciclada per tornar a realitzar el cicle visual.
La degradació de la rodopsina és compensada per la seva regeneració a partir de la vitamina A de l'individu.

### Diferenciació cel·lular i desenvolupament
L'àcid retinòic ajuda a mantenir l'estructura i les funcions de les cèl·lules epitelials. Dirigeix la diferenciació de queratinòcits (cèl·lules cutànies immadures) en cèl·lules epidèrmiques madures. Actua com a activador dels gens de la queratina, incrementant la seva síntesis, i regula la proliferació i diferenciació dels precursors mieloides que augmenten la resposta immune del cos i inhibeixen la diferenciació de cèl·lules sanes en cèl·lules canceroses.
El mecanisme pel qual l'àcid retinòic intervé en la diferenciació cel·lular té origen als efectes que provoca en l'expressió gènica. A l'interior de la cèl·lula, el tot-trans-retinol (provinent del torrent sanguini) unit a la CRBP o bé s'oxida a àcid tot-trans-retinòic o bé s'isomeritza a 9-cis-retinol i al seu torn s'oxida a àcid 9-cis-retinòic. Les dues molècules són formes actives d'àcid retinòic i són transportades principalment per la CRABP (Proteïna Cel·lular Fixadora de l'Àcid Retinòic) al nucli cel·lular, on s'uneixen als receptors específics. Hi ha dues famílies de receptors retinòics específics nuclears, els RAR (Receptors d'Àcid Retinòic) i els RXR (Receptors X Retinoids), existint diverses variants per a les dues famílies.
Els complexos resultants s'uneixen al seu torn a seqüències específiques de nucleòtids d'ADN, anomenades elements de resposta d'àcid retinòic (RARE), en les regions promotores de gens específics. Aquesta unió, intensifica la transcripció dels gens seleccionats que dona lloc a les corresponents molècules d'ARNm que codifiquen proteïnes cel·lulars involucrades en la diferenciació de les cèl·lules epitelials. Aquest mecanisme també està implicat en l'estimulació de la producció de mucus d'aquestes cèl·lules i en l'estimulació de l'expressió dels gens que codifiquen l'hormona del creixement.

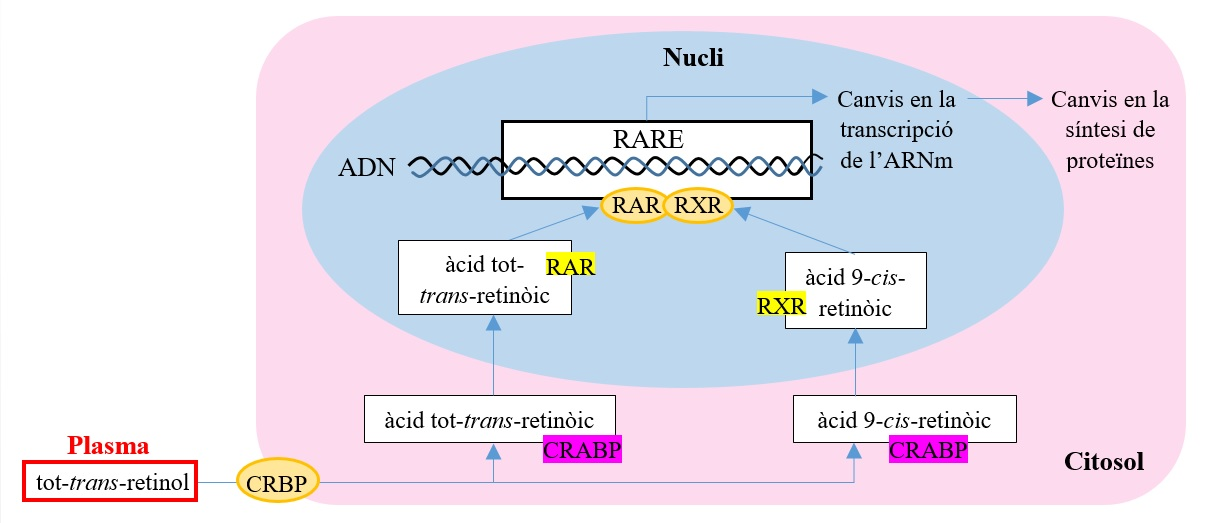
Mecanisme d'acció de l'àcid retinòic en l'expressió gènica. CRABP: Proteïna Cel·lular Fixadora de l'Àcid Retinòic; RAR: Receptors d'Àcid Retinòic; RXR: Receptors X Retinoids; RARE: Elements de Resposta d'Àcid Retinòic.

### Immunitat
El retinol i l'àcid retinòic són importants per al correcte funcionament del sistema immunitari, tant per a la resposta humoral (limfòcits B) com per a la cel·lular (limfòcits T). El retinol intervé en la diferenciació dels limfòcits T i sobretot en la seva proliferació, regulant la producció d'interleuquina 2 (tipus de citocina que actua com a factor de creixement dels limfòcits T que indueix la proliferació de tots els tipus de limfòcits). També intervé en la proliferació i activació de les cèl·lules Natural Killers (NK) i en l'expressió del seu receptor. Millora la resposta dels anticossos a les infeccions i pot actuar com a factor de creixement específic pels limfòcits B.
L'àcid retinòic estimula l'activitat fagocítica i la producció de citocines (proteïnes responsables de la comunicació intercel·lular) i manté les concentracions de les NK. En presència d'aquest metabòlit, les cèl·lules dendrítiques localitzades a l'intestí poden intervenir en la diferenciació de les cèl·lules T en cèl·lules T reguladores, que són importants per a la prevenció de respostes de rebuig als trasplantaments.
Els retinoides participen en la diferenciació dels leucòcits, incrementant la divisió cel·lular dels limfòcits i la fagocitosi de monòcits i macròfags. En canvi, els carotenoides intervenen més en l'activació de les NK i dels limfòcits T col·laboradors a través de la regulació de l'alliberació de citocines.
Les cèl·lules mare hematopoètiques, localitzades en la medul·la òssia, són importants per a la producció de totes les cèl·lules sanguínies, incloses les cèl·lules del sistema immunitari. Són capaces de renovar aquestes cèl·lules durant la vida de l'individu. Les cèl·lules mare hematopoètiques inactives són capaces d'auto renovar-se i estar disponibles per a diferenciar-se i produir noves cèl·lules sanguínies quan són necessàries. La vitamina A és important per a la correcta regulació de la latència de les cèl·lules mare hematopoètiques. La idoneïtat en la quantitat de vitamina A al medi intern regula el pas d'aquestes cèl·lules mare d'un estat inactiu a estat actiu per mantenir un sistema immunològic saludable.

## Aliments rics en vitamina A
La major part de vitamina A consumida pels éssers humans és aportada a través dels carotens que són abundants als vegetals i a les fruites. Els animals, tot i ser incapaços de sintetitzar els carotenoides, poden assimilar-los. Els productes d'origen animal aporten directament retinol.
Els aliments més rics en vitamina A, generalment, són: els derivats del fetge (foie-gras, paté, el propi fetge, oli de fetge…), mantega, llet, formatge, rovell de l'ou, sardines, tonyina, pastanaga, espinacs, moniato i tomàquet.
Els carotenoides són biològicament menys actius que el retinol i, a més, són assimilats de forma menys eficient per l'intestí. Així, per exemple, s'ha d'ingerir unes 6 vegades més de beta-carotè, en pes, que de retinol per tal d'assimilar la mateixa quantitat de vitamina A. L'alfa-carotè i altres carotenoides actius mostren la meitat de l'activitat vitamínica A que el beta-carotè; per això la seva equivalència és de 1/12 respecte del retinol.
| Sistemes de quantificació de la vitamina A | Equivalències |
| ------------------------------------------ | --- |
| 1 unitat internacional (UI)                | = 0,3 μg retinol = 0,344 μg acetat de retinil = 0,55 μg palmitat de retinil = 0,6 μg β-carotè = 1,2 μg altres carotenoides amb activitat provitamínica A                            |
| 1 equivalent de retinol (RE)               | = 1 μg retinol = 6 μg β-carotè = 12 μg altres carotenoides amb activitat provitamínica A = 3,33 UI d'activitat vitamínica A de retinol = 10 UI d'activitat vitamínica A de β-carotè |

Donada la diversitat de compostos i les seves diferents activitats provitamina A, la quantitat de vitamina A present als aliments ha de ser expressada en termes d'equivalència. S'utilitzen dos tipus d'unitats estandarditzades: les Unitats Internacionals (UI) i els Equivalents de Retinol (RE). Els Equivalents de Retinol que aporta la dieta són calculats a partir de la suma del retinol procedent de la vitamina A preformada més els Equivalents de Retinol dels carotenoides amb activitat provitamínica A. A partir del 1967, les UI van ser reemplaçades pels RE, que tenen en compte les diferències en la bioactivitat de la vitamina A entre el beta-carotè i els altres carotenoides.

## Recomanacions dietètiques (lactants, nens i adolescents, adults, dones premenopàusiques i postmenopàusiques)
La vitamina A és un nutrient essencial que no pot ser sintetitzat per l'organisme, és necessari, per tant, obtenir-lo a través de la dieta. Les IDR (Ingestes Dietètiques de Referència, també conegudes com a CDR o Quantitat Diària Recomanada) són valors de referència, segons criteris científics, de les aportacions de nutrients en la dieta per optimitzar la salut en poblacions sanes, evitant els efectes de l'avitaminosi. Dins de les IDR s'inclouen un conjunt de valors de referència de nutrients amb aplicacions concretes: IA, NME, IRP, IADM i NM.
- IA (Ingesta adequada): Nivell mig d'ingesta diària recomanada a les persones d'una població sana basat en experiments. Aquest valor s'estableix quan no hi ha dades suficients per a calcular la necessitat mitjana d'un nutrient.
- NME (Nivell Mig Estimat): Nivell adequat d'ingesta d'un nutrient per a la meitat de les persones d'una població sana. Correspon a la vitamina A en forma de retinol, èsters de retinil i carotenoides.
- IRP (Ingestes de Referència per a la Població): Nivell adequat d'ingesta d'un nutrient per a abastir les necessitats diàries de la població sana. Correspon a la vitamina A en forma de retinol, èsters de retinil i carotenoides.
- IADM (Intervals Acceptables de Distribució de Macronutrients): Conjunt de valors de macronutrients que aporten energia. S'expressa en percentatge (%).
- NM (Nivell Màxim): Nivell màxim d'ingesta diària d'un nutrient sense provocar efectes perjudicials per a la salut humana. Correspon a la vitamina A en forma de retinol o èsters de retinil. No hi ha dades suficients per a obtenir un NM de β-carotè.
- FESNAD: Federación Española de Sociedades de Nutrición, Alimentación y Dietética.

La següent taula indica la ingesta diària recomanada per a diferents tipus de persones segons criteri de l'EFSA:
| Grups de poblacions     | Edat       | Gènere       | IA | NME            | IRP            | IADM | NM             |
| ----------------------- | ---------- | ------------ | -- | -------------- | -------------- | ---- | -------------- |
| Lactants                | 7-11 mesos | Ambdós sexes | NA | 190 μg RE/dia  | 250 μg RE/dia  | NA   | NA             |
| Nens i adolescents      | 1-3 anys   | Ambdós sexes | NA | 205 μg RE/dia  | 250 μg RE/dia  | NA   | 800 μg RE/dia  |
| Nens i adolescents      | 4-6 anys   | Ambdós sexes | NA | 245 μg RE/dia  | 300 μg RE/dia  | NA   | 1100 μg RE/dia |
| Nens i adolescents      | 7-10 anys  | Ambdós sexes | NA | 320 μg RE/dia  | 400 μg RE/dia  | NA   | 1500 μg RE/dia |
| Nens i adolescents      | 11-14 anys | Ambdós sexes | NA | 480 μg RE/dia  | 600 μg RE/dia  | NA   | 2000 μg RE/dia |
| Nens i adolescents      | 15-17 anys | Home         | NA | 580 μg RE/dia  | 750 μg RE/dia  | NA   | 2600 μg RE/dia |
| Nens i adolescents      | 15-17 anys | Dona         | NA | 490 μg RE/dia  | 650 μg RE/dia  | NA   | 2600 μg RE/dia |
| Adults                  | ≥ 18 anys  | Home         | NA | 570 μg RE/dia  | 750 μg RE/dia  | NA   | 3000 μg RE/dia |
| Dones premenopàusiques  | 18-59 anys | Dona         | NA | 490 μg RE/dia  | 650 μg RE/dia  | NA   | 3000 μg RE/dia |
| Dones postmenopàusiques | ≥ 40 anys  | Dona         | NA | 490 μg RE/dia  | 650 μg RE/dia  | NA   | NA             |
| Dones embarassades      | ≥ 18 anys  | Dona         | NA | 540 μg RE/dia  | 700 μg RE/dia  | NA   | 3000 μg RE/dia |
| Dones lactants          | ≥ 18 anys  | Dona         | NA | 1020 μg RE/dia | 1300 μg RE/dia | NA   | 3000 μg RE/dia |

NA: Dades no disponibles.
Generalment, les IDR van augmentant a mesura que l'individu va creixent fins que arriba a l'edat adulta. Les dones embarassades i les lactants són les que necessiten més vitamina A ja que una part és destinada a la mare i l'altre al nadó.

## Efectes de l'avitaminosi
Als països desenvolupats, l'avitaminosi és inusual, però per a alguns països en desenvolupament suposa un important problema de salut pública. L'avitaminosi pot ser deguda a ingestes insuficients (dèficits primaris) o a trastorns, com malalties del fetge, fibrosis quística, cirrosis alcohòlica, malabsorció, insuficiència d'àcids biliars, infeccions gastrointestinals,... (dèficits secundaris).
| Malaltia                      | Característiques |
| ----------------------------- | --- |
| Ceguesa nocturna (nictalopia) | -Descripció: Disminució de la capacitat d'adaptació a la foscor. -Causes: Disminució de la quantitat de rodopsina. També es produeix quan hi ha dèficit en la síntesi de RBP. -En general, és la manifestació inicial de carència de vitamina A. |
| Xeroftàlmia                   | -Descripció: Malaltia ocular caracteritzada per sequedat persistent de la mucosa del globus ocular (conjuntiva) i opacitat de la còrnia. Pot comportar la ceguesa definitiva. -Causes: Atrofia de les glàndules perioculars i hiperqueratosi de la conjuntiva per deficiència greu de vitamina A. Les cèl·lules conjuntivals exfoliades tendeixen a acumular-se en l'angle de l'ull, produint les taques de Bitot. |
| Infeccions                    | -Causes: Deteriorament de la mucosa que fa augmentar la probabilitat d'infeccions bacterianes, víriques i parasitàries. -Pot contribuir a una alteració de la immunitat cel·lular. |
| Trastorns cutanis             | -Causes: Reemplaçament de les cèl·lules epitelials secretores de mucositat per cèl·lules escamoses i queratinitzades. -Pot arribar a produir-se assecament i exfoliació de la pell per l'obstrucció dels fol·licles pilosos amb tampons de queratina. |

El dèficit de vitamina A també contribueix a un retard en el creixement dels nens, anomalies en el creixement ossi, atrofia dels osteoblasts, alteració en la formació de les dents i en la reproducció i disminució de la fertilitat en adults.
És imprescindible mantenir una ingesta adequada d'aquesta vitamina, sense excedir els límits màxims, ja que la vitamina A presenta una considerable toxicitat en dosis excessives.

## Pèrdues vitamíniques al processament d'aliments
Les pèrdues vitamíniques són causades per processos fisicoquímics que degraden la vitamina A. Són produïdes principalment per reaccions que afecten a la cadena lateral dels isoprenoides insaturats, com l'autooxidació i la isomerització geomètrica (la conversió de l'isòmer trans a cis provoca la pèrdua de l'activitat vitamínica ja que l'isòmer cis és menys actiu).
La isomerització s'afavoreix amb l'acció de la temperatura i la llum i l'autooxidació amb la presència d'oxigen, d'elements de transició com el ferro (III) i el coure (II) i d'àcids al medi.
Les altes temperatures trenquen la cadena d'hidrocarburs provocant la formació de productes de baix pes molecular. Els compostos volàtils resultants poden tenir un important efecte indesitjat en les característiques organolèptiques.
Per allargar la vida útil d'un producte ric en vitamina A, és crítica la idoneïtat de les condicions del tractament, envasat i emmagatzematge. L'enllaunat convencional de fruites i verdures pot induir la isomerització amb pèrdues de fins un 40%. La deshidratació afavoreix els canvis oxidatius durant l'emmagatzematge i redueix sensiblement el contingut de carotens.

### Biodisponibilitat
La seva biodisponibilitat millora en presència de vitamina E i d'altres antioxidants i amb la cocció moderada dels carotenoides perquè els deslliga de les proteïnes. Contràriament, la ingesta conjunta amb soja redueix dràsticament la biodisponibilitat de la vitamina A perquè conté lipoxigenases que oxiden la vitamina A.